# يوخيفيد بات ميريام
يوخيفيد بات ميريام (بالعبرية: יוכבד בת-מרים‏) ((بالروسية: Иохевед Бат-Мирьям)‏ (5 مارس 1901 - 7 يناير 1980) شاعرة إسرائيلية.
حصلت على جائزة إسرائيل في الأدب في عام 1972. 

## حياتها
ولدت بات ميريام في بيلاروسيا لعائلة يهويدة حسيدية. درست علم التربية في خاركيف وفي جامعات أوديسا وموسكو. وخلال هذه الفترة، شاركت في الأنشطة الأدبية الثورية لمجموعة "الأكتوبريين العبريين"، وهي مجموعة أدبية شيوعية. ونشرت من أوائل أشعارها قصيدة حماسية إلى روسيا الثورة بعنوان "الأرض"، ونشرت في مختارات المجموعة عام 1926.  وتميزت من بين الشعراء العبريين في أسلوب التعبير عن الحنين إلى المناظر الطبيعية للبلد الذي ولدت فيه.
وهاجرت يوخيفيد إلى فلسطين تحت الانتداب البريطاني (إسرائيل لاحقا) في عام 1928.  ونُشرت أول مجموعة شعرية لها بعنوان Merahok ("من بعيد") في عام 1929.
في عام 1948 توفي ابنها ناحوم (زوزيك) هزاز، وهو ابنها من الكاتب حاييم هزاز في حرب فلسطين 1947-1949، واعتزلت الكتابة من حينها.

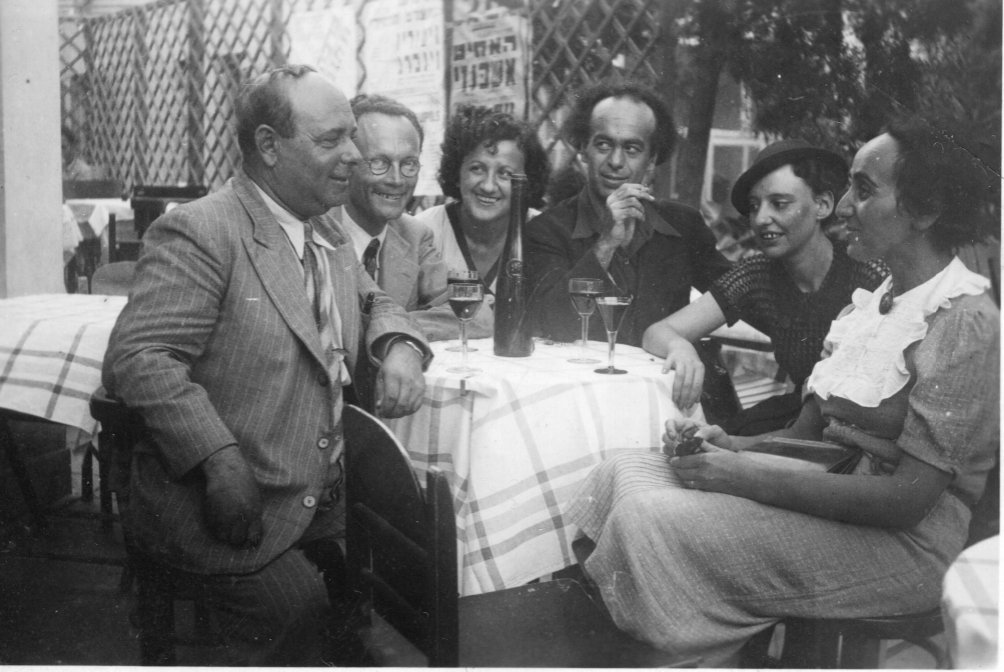
موشيه ليفشيتس، إسرائيل زامورا، المضيفة لوبا غولدبرغ، أفراهام شلونسكي، ليا غولدبرغ، يوخيفيد بات ميريام (1938)

## من أعمالها
- 1929: [8] من بعيد
- 1937: أرض إسرائيل
- 1940: [9] مقابلة
- - 1942: صور من الأفق
- - 1942: قصائد عن روسيا
- - 1943: قصائد للغيتو
- 1963: قصائد
- 1975: بين الرمل والشمس
- 2014: قصائد مجمعة

## الجوائز
- في عام 1963، مُنحت بات ميريام جائزة برينر للأدب. [10]
- في عام 1964، مُنحت بات ميريام جائزة بياليك للأدب. [11]
- حصلت على جائزة إسرائيل في الأدب في عام 1972. [5]

## روابط خارجية
- ترجمة جزء من أشعارها